# Mirosław Żuławski
Mirosław Żuławski (sinh ngày 16 tháng 1 năm 1913 tại Nisko - mất ngày 17 tháng 2 năm 1995 tại Warsaw) là một nhà văn, tác giả văn xuôi, nhà ngoại giao và nhà biên kịch người Ba Lan. Ông là cha của đạo diễn điện ảnh Andrzej Żuławski.

## Tiểu sử
Mirosław Żuławski tốt nghiệp ngành luật và ngoại giao tại Đại học Lviv. Mirosław Żuławski bắt đầu sự nghiệp nhà thơ với nhiều bài thơ được đăng trên tạp chí Sygnały vào năm 1934. Trong Chiến tranh thế giới thứ hai, ông chiến đấu trong quân đội Związek Walki Zbrojnej, và sau đó trong Armia Krajowa. Khi là một người lính trong Armia Krajowa, ông hoạt động văn hóa bí mật và viết nhiều bản tin. Trong hai năm 1944 và 1945, Mirosław Żuławski làm phóng viên chiến trường. Sau đó, ông trở thành trợ lý tổng biên tập cho tờ báo Rzeczpospolita.
Trong giai đoạn 1945–1952 và 1957–1978, Mirosław Żuławski làm việc trong ngành ngoại giao. Ông nắm vị trí phó thường trực của Ba Lan tại UNESCO ở Paris. Ông cũng làm đại sứ của Cộng hòa Nhân dân Ba Lan (PRL) tại Sénégal và Mali. Từ năm 1952 đến năm 1957, Mirosław Żuławski làm biên tập viên của tuần san Przegląd Kulturalny. Trong thập niên 1990, ông đăng nhiều bài xã luận trên tạp chí Twój Styl.

## Danh hiệu
- Huân chương Polonia Restituta, Hạng Ba[1]
- Huân chương Polonia Restituta, Hạng Tư[1]
- Huân chương Thập tự Grunwald, Hạng Ba (1946)[2]
- Bắc Đẩu Bội tinh, Hạng Tư[1]
- Bảo quốc Huân chương, Hạng Ba[1]
- Huân chương Lao động, Hạng Nhất[1]
- Huân chương Sư tử Quốc gia[1]

## Tác phẩm tiêu biểu
- Ostatnia Europa, tuyển tập truyện, 1947
- Trzy miniatury, 1947
- Rzeka Czerwona, tiểu thuyết, 1953
- Portret wroga, 1954
- Opowieść atlantycka, 1954
- Drzazgi bambusa, 1956
- Psia gwiazda, 1965
- Opowieści mojej żony, 1970
- Pisane nocą, feuilletons, 1973 (phiên bản mở rộng năm 1976)
- Album domowe, 1997
- Ucieczka do Afryki, hồi ký, 1983-1989

### Kịch bản
- Autobus odjeżdża 6.20 (The Bus Leaves at 6.20), cố vấn kịch bản, 1954
- Opowieść atlantycka (The Atlantic Tale), dựa trên câu chuyện có thật của ông, 1955
- Pieśń triumfującej miłości (The Story of Triumphant Love), 1967
- Pavoncello, 1967
- Trzecia część nocy (The Third Part of the Night), 1971